# سانتا ماريا ديل تيتار
بلدية سانتا ماريا ديل تيتار (بالإسبانية: Santa María del Tiétar) هي بلدية تقع في مقاطعة آبلة التابعة لمنطقة قشتالة وليون وسط إسبانيا.

## الديموغرافيا
بلغ عدد سكان بلدية سانتا ماريا ديل تيتار 593 نسمة عام 2011 (وفقاً للمعهد الوطني للإحصاء الإسباني).
| 378 | 381 | 428 | 479 | 580 | 640 | 593 |